# Auguste Sibour

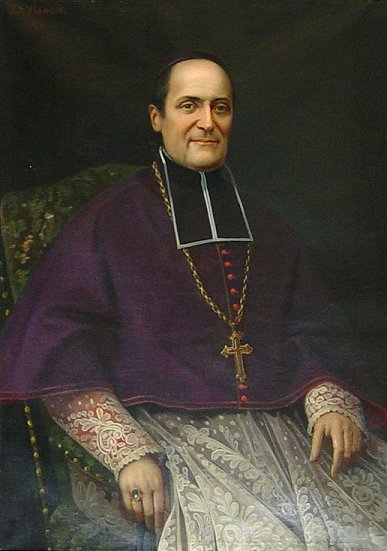
Erzbischof Sibour (um 1850)

Marie Dominique Auguste Sibour (* 4. April 1792 in Saint-Paul-Trois-Châteaux, Département Drôme; † 3. Januar 1857 in Paris) war Erzbischof von Paris.

## Leben
Sibour studierte in den Seminaren von Viviers und Saint-Charles in Avignon Theologie. Am 14. Juni 1818 empfing er die Priesterweihe. Er wurde 1817 Obervikar an der Pfarrei der Pariser Mission und erhielt 1819 eine Domherrnpfründe in Pont-Saint-Esprit, wo er seine Muße dazu nutzte, sich im Kirchenrecht weiterzubilden. 1838 wurde er Generalvikar in Nîmes.
1839 wurde er von Papst Gregor XVI. zum Bischof des Bistums Digne ernannt und am 25. Februar 1840 durch den Erzbischof von Aix Joseph Bernet geweiht. Im Oktober 1848 auf Betreiben der republikanischen Partei zum Erzbischof von Paris ernannt, vollzog er am 30. Januar 1853 die Eheschließung des Kaisers Napoleon III. mit Eugénie de Montijo, Gräfin von Teba. Dieser hatte ihm 1849 das Hôtel du Châtelet als erzbischöfliches Palais überlassen; die alte Bischofsresidenz bei der Kathedrale Notre-Dame war nach der Julirevolution von 1830 in Brand gesteckt worden.
Erzbischof Sibour wurde am 3. Januar 1857 in der Pfarrkirche Saint-Étienne-du-Mont in Paris von dem suspendierten Priester Jean-Louis Verger durch einen Messerstich ins Herz ermordet.

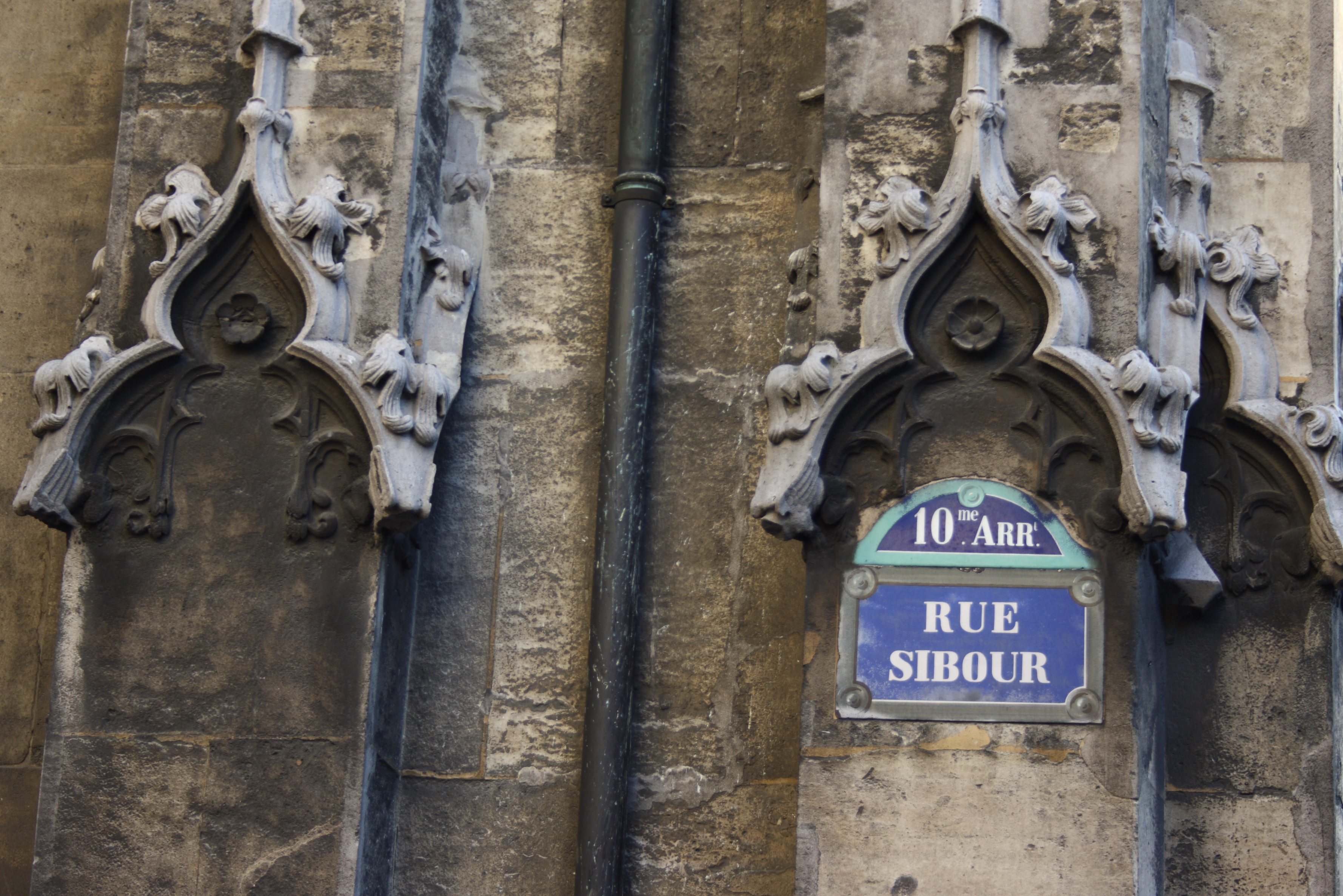
Straßenschild an der Kirche Saint-Laurent

Nach Auguste Sibour wurde die Rue Sibour an der Kirche Saint-Laurent in Paris und die Birnensorte Erzbischof Sibour benannt.

## Werke
- Institutions diocésaines, 1845
- Mandements, 1851–52